# Kurt Morhaye
Kurt Morhaye [uitspraak: 'kyrt mɔ'rɪ] (Sint-Truiden, 29 maart 1977) is een voormalig Belgisch voetballer die doorgaans speelde als spits. 

## Carrière
De aanvaller was een jeugdproduct van Sint-Truidense VV en werd op zeventienjarige leeftijd overgeplaatst naar de hoofdploeg.
Morhaye speelde achtereenvolgens voor Sint-Truidense VV, Germinal Ekeren, Germinal Beerschot, KVV Heusden-Zolder, KVK Tienen, KSK Tongeren en KVK Wellen. In 1997 maakte hij deel uit van de Belgische selectie voor het Wereldkampioenschap voetbal onder 20 te Maleisië.